# جو هاريس (كاتب)
جو هاريس (بالإنجليزية: Joe Harris)‏ هو كاتب سيناريو أمريكي، ولد في 26 يونيو 1973.

## وصلات خارجية
- جو هاريس على موقع IMDb (الإنجليزية)
- جو هاريس على موقع ميوزك برينز (الإنجليزية)
- جو هاريس على موقع أول موفي (الإنجليزية)
- جو هاريس على موقع قاعدة بيانات الأفلام السويدية (السويدية)
- جو هاريس على موقع قاعدة بيانات الفيلم (الإنجليزية)